# الخربة (ذمار)
الخربة هي إحدى قرى الجمهورية اليمنية. وهي تتبع جغرافيًا لمحافظة ذمار. وإداريًا لمديرية جهران. يبلغ تعداد سكانها 4414 نسمة حسب الإحصاء الذي جرى عام 2004.